# Radar (singel Britney Spears)
Radar – piosenka electropop stworzona przez Christiana Karlssona, Pontusa Winnberga, Henrika Jonbacka, Balewa Muhammada, Candice Nelson, Ezekiela Lewisa i Patricka Smitha na piąty album studyjny amerykańskiej wokalistki pop Britney Spears, Blackout (2007). W roku 2008 umieszczony został na oficjalnej liście utworów krążka Circus jako międzynarodowy utwór bonusowy. Wyprodukowana przez Bloodshy & Avant oraz The Clutch, piosenka wydana została jako czwarty singel promujący wydawnictwo dnia 23 czerwca 2009.
Początkowo „Radar” miał się ukazać jako czwarty singel promujący album Blackout jednak wytwórnia płytowa Spears, Jive Records wycofała plany dnia 11 czerwca 2008 tłumacząc fakt, iż wokalistka ówcześnie zajęta była pracami nad nowym materiałem. Pomimo tego, w australijskich, nowozelandzkich, polskich, fińskich, szwedzkich, irlandzkich oraz brytyjskich stacjach radiowych utwór „Radar” można było usłyszeć. Dzięki temu piosenka stała się bardzo popularna, co dało możliwość pojawienia się piosenki na oficjalnych listach przebojów. Dnia 7 maja 2009 za pośrednictwem oficjalnej strony internetowej wokalistki potwierdzono, iż „Radar” stanie się pierwszym, oficjalnym singlem promującym krążek Circus (2009).

## Struktura muzyczna i słowa
Piosenka jest rytmicznie i lirycznie podobna do singla „Toxic” – piosenki, która przyniosła Spears nagrodę Grammy. Obydwa utwory inspirowane były muzyką electropop, synthpop oraz dance. W recenzji albumu Blackout, MTV opisał „Radar” jako piosenkę:

... zbliżoną do rytmów electro/Eurodance, pozostawiając jednak wokal Spears na pierwszym planie. Zamiast tego naśladuje grę wideo, a jej skromie towarzyszą pulsy sonarne i zniekształcone odgłosy syntezatora co czyni z „Radar” utwór niebezpieczny, ponieważ to właśnie ona patroluje. 'I got my eye on you.’ mówi w jednym momencie. ‘And I can’t let you get away’.

## Recenzje
Piosenka uzyskała pozytywne recenzje od krytyków muzycznych. Magazyn Blender skomplementował utwór, dodając że ma haczyk który „większość gwiazd popu mogłaby zabić”. Stephen Thomas Erlewine, recenzent AllMusic stwierdził, że „Radar jest nieugięty” i wybrany został jako główna atrakcja albumu. Portal Digitalspy opisał utwór jako „silnie opancerzony muzyką electro, a głos Britney zniekszałcony pod wpływem dekodera dźwięku brzmi pozaziemsko”. Brytyjska gazeta The Guardian skrytykowała natomiast utwór powołując się na „bardzo denerwujące dźwięki podczas trwania piosenki”.

## Wydanie utworu
Przed wydaniem utworu jako singiel, piosenka z powodu wysokiej sprzedaży digital download jeszcze przed premierą krążka Blackout pojawiła się na kilku amerykańskich listach Billboard już dnia 17 listopada 2007. Kiedy album zadebiutował na notowaniu Billboard 200, „Radar” znalazł się na pozycji #68 na notowaniu Pop 100 oraz #52 na liście Billboard Hot Digital Songs. Piosenka znalazła się także na notowaniu Bubbling Under Hot 100 Singles osiągając miejsce #7.
Piosenka stała się najpopularniejszym utworem Spears w całej karierze muzycznej, który nie ukazał się jako singel zajmując miejsce #59 na australijskiej liście przebojów oraz osiągając pozycje w Top 40 oficjalnych list w Szwecji, Nowej Zelandii i Irlandii. Ponadto „Radar” znalazł się na miejscu #68 na notowaniu Billboard Pop 100.
Po wydaniu utworu jako oficjalnego singla promującego krążek Circus, piosenka powróciła na światowe notowania. Dnia 18 lipca 2009 „Radar” ponownie znalazł się na amerykańskiej liście Billboard Bubbling Under Hot 100 na miejscu #17. Tego samego tygodnia utwór zadebiutował na notowaniu Mainstream Top 40, na pozycji #38. Dnia 20 lipca 2009 kompozycja zadebiutowała w Top 50 oficjalnego zestawienia najpopularniejszych singli w Australii na miejscu #46.

## Teledysk
Teledysk do singla nagrywany był w dniach 27 - 28 maja 2009 w Santa Barbara, w Kalifornii i reżyserowany przez Dave’a Meyersa. 29 czerwca 2009 klip „wyciekł” do internetu, zaś oficjalna premiera teledysku nastąpiła dnia 2 lipca 2009 za pośrednictwem oficjalnego kanału artystki na portalu Vimeo.
Teledysk ukazuje Britney, która przyjeżdża w odwiedziny do swojego bogatego chłopaka, gracza polo. Następnie piosenkarka spotyka w stajni mężczyznę, który wpada jej w oko. Brit dostaje naszyjnik od swojego chłopaka, jednak nie jest specjalnie zainteresowana. Później piosenkarka przez lornetkę podgląda zawody polo, i obserwuje swojego nowego kochanka będąc na tarasie. Wreszcie ubrana w białą suknię i duży kapelusz schodzi na teren zawodów gdzie spogląda na graczy. Następna scena ukazuje Britney i chłopaka ze stajni namiętnie się całujących. Brit zrywa naszyjnik od swojego chłopaka i wychodzi z willi ze swoim nowym kochankiem. Chłopak Britney szuka jej, znajduje na ziemi zerwany naszyjnik, który jej podarował i jest wściekły. Końcowa scena klipu ukazuje piosenkarkę i jej kochanka biegnących przed siebie podczas zachodu słońca.

## Listy przebojów
| Państwo           | Notowanie (2008/2009)            | Pozycja |
| ----------------- | -------------------------------- | ------- |
| Brazylia          | Brasil Hot 100                   | 89      |
| Filipiny          | Philippines Hot 100              | 1       |
| Belgia            | Belgia Singles Chart (Walonia)   | 13      |
| Nowa Zelandia     | New Zeland Singles Chart         | 32      |
| Europa            | Eurochart                        | 40      |
| Kanada            | Canadian Hot 100                 | 53      |
| Stany Zjednoczone | U.S. Billboard Hot 100 Airplay   | 35      |
| Stany Zjednoczone | U.S. Billboard Hot Digital Songs | 50      |
| Stany Zjednoczone | U.S. Billboard Hot 100           | 88      |
| Australia         | Australian ARIA Singles Chart    | 46      |
| Nowa Zelandia     | New Zealand Singles Chart        | 32      |
| Francja           | French Singles Chart             | 44      |
| Irlandia          | Irish Singles Chart              | 32      |
| Szwecja           | Swedish Singles Chart            | 8       |
| Luksemburg        | LRB Airplay Charts               | 42      |
| Wielka Brytania   | UK Singles Chart                 | 46      |

## Produkcja
- Wokal: Britney Spears
- Pozostałe wokale: Candice Nelson
- Producenci: Bloodshy & Avant
- Koprodukcja: The Clutch
- Nagrania: Bloodshy & Avant, The Clutch
- Inżynieria: Jim Carauna
- Mix: Niklas Flyckt
- Bass i gitara: Henrik Jonback
- Keyboard, programowanie, dodatkowe bass i gitara: Bloodshy & Avant
- Nagrywany w: Bloodshy & Avant Studio (Sztokholm, Szwecja), Sony Music Studio (Nowy Jork) oraz Palms Resort Peal Theatre Recording Studio (Las Vegas, Nevada)

## Daty wydania
Promujący Blackout
| Data        | Wytwórnia  | Format            |
| ----------- | ---------- | ----------------- |
| Lipiec 2008 | Sony Music | Singel promocyjny |

Promujący Circus
| Region            | Data             | Wytwórnia  | Format           |
| ----------------- | ---------------- | ---------- | ---------------- |
| Stany Zjednoczone | 23 czerwca 2009  | Sony Music | Airplay          |
| Wielka Brytania   | 27 lipca 2009    | Sony Music | Digital download |
| Niemcy            | 28 sierpnia 2009 | Sony Music | CD singel        |